# سمك الصافي الجاوي
سمك الصافي الجاوي (الاسم العلمي: Siganus javus) يُعرف أيضًا بـ سمكة الأرنب الجاوية أو السيجان الجاوي أو الشيم المرقط بالأزرق أو سمكة الأرنب المرقطة بالأبيض هو نوع من الأسماك البحرية شعاعية الزعانف ينتمي إلى فصيلة السيجانيات، ويتواجد في معظم أجزاء منطقة المحيط الهادئ الهندي.

## التصنيف

ورقة مطبوعة ضمن مجموعة Iconographia Zoologica بجامعة أمستردام، هولندا.

تم وصف سمك الصافي الجاوي لأول مرة من قِبل عالم الأحياء السويدي كارولوس لينيوس حيث وضع الاسم العلمي Teuthis javus عليه عام 1766، وأعطى موقع النوع بالقرب من جزيرة جاوة بإندونيسيا. أما تسمية الجنس بـ Teuthis فقد وصفه لينيوس لمجموعة من الأسماك وسمّى نوعه النموذجي Teuthis hepatus، وكانت إحدى العينات التي استخدمها تشبه سمك الصافي الجاوي، لكن تبين أنها ليست سمكة صافي من الأساس، بعد ذلك طُلب من اللجنة الدولية لتسمية الحيوانات تغيير اسم Teuthis لصالح Siganus لتعكس الاستخدام السائد. أما الاسم المحدد javus فهو الاسم اللاتيني لجاوة موقع النوع.

## الوصف

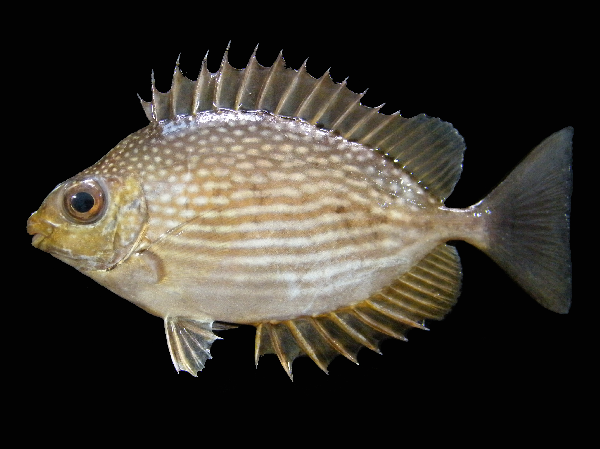
سمكة صافي جاوية بطول 104.3 مليمتر التقطت في مديرية سوك سامران التابعة لمحافظة رانونغ بتايلاند

يحتوي سمك الصافي الجاوي على جسم مضغوط بشكل جانبي بعمق أقل بقليل من نصف طوله القياسي، ويعد رأسه صغير نسبيًا بالنسبة لسمكة صافي ذات جسم عميق، كما لديه فجوة طفيفة فوق العينين. تحتوي فتحة منخره الأمامية على رفرف مثلثي صغير يمتد إلى النصف الخلفي من المسافة بين فتحتي المنخر الأمامية والخلفية. كما يوجد جسم شوكي باتجاه الرأس أمام الزعنفة الظهرية مثبت في مؤخر العنق. كحال جميع أسماك الصافي، تحتوي الزعنفة الظهرية على 13 شوكة و10 أشعة ناعمة بينما تحتوي الزعنفة الشرجية على 7 أشواك و9 أشعة ناعمة، وتشمل الزعنفة الذيلية على طرف مسنن. يبلغ الحد الأقصى للطول الكلي لهذا النوع 53 سم (21 بوصة)، لكن عددًا أكبر من هذه الأسماك يصل طولها إلى 30 سم (12 بوصة). يتميز سمك الصافي الجاوي بلونه الرمادي؛ حيث يتلاشى إلى الأبيض في الجزء السفلي من الجسم، بالإضافة إلى وجود لون أصفر في منطقة الخدين والشفتين. كما يوجد عدد كبير من البقع البيضاء الصغيرة على الرأس والجزء العلوي من الجسم، وخطوط متعرجة غير منتظمة من منتصف الخصر إلى أسفله، ومنطقة سوداء تغطي غالبية الزعنفة الذيلية. تحوي الزعانف الظهرية والشرجية والحوضية على أشواك وأشعة ذهبية اللون، في حين أن أغشيتها قد تكون داكنة أو ذهبية، كما تعد الزعنفة الصدرية لهذا السمك ذهبية شفافية.

## الموطن والانتشار

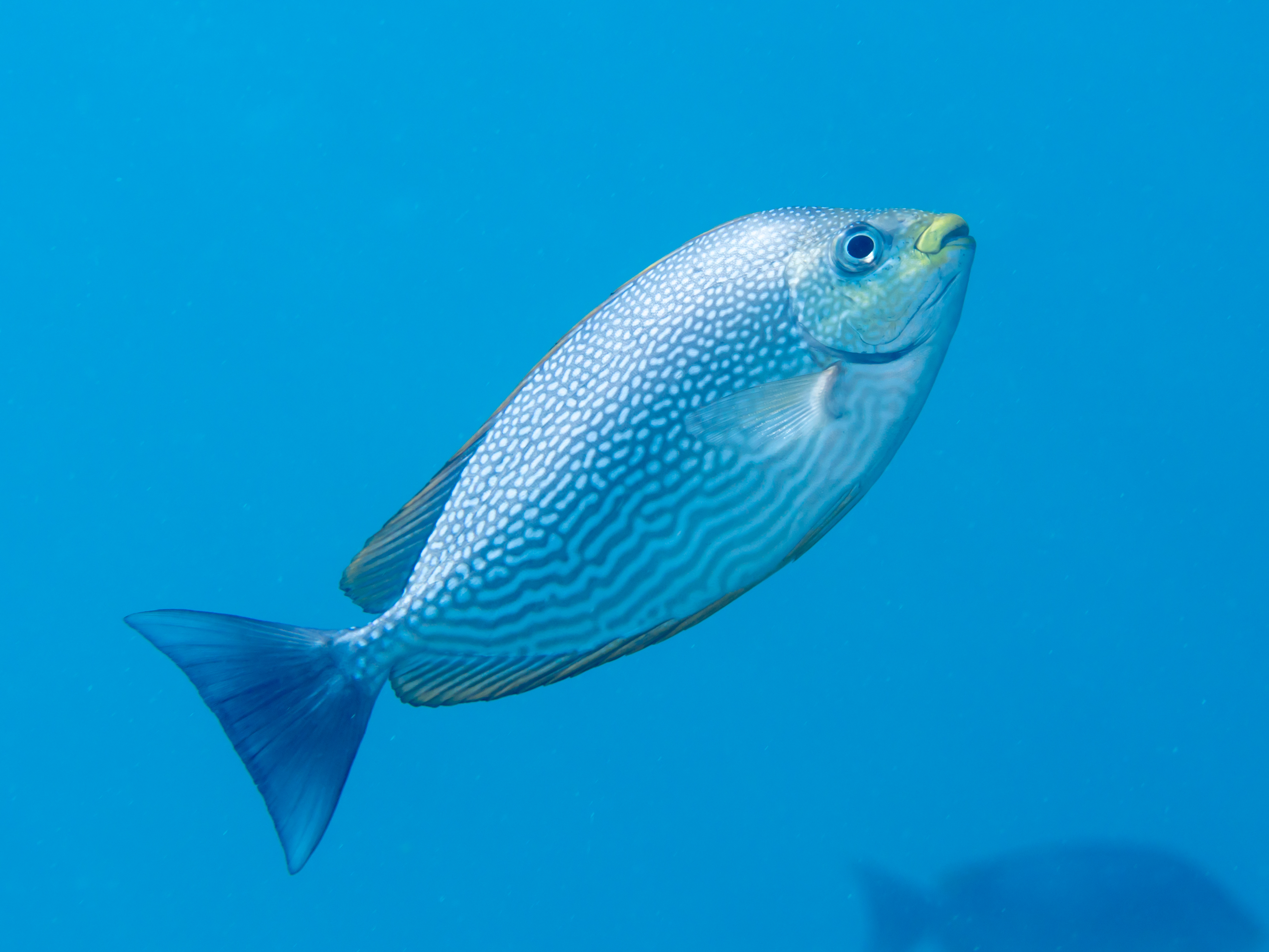
سمكة صافي جاوية التقطت في شواطئ جزر الملوك الأربعة بإندونيسيا.

يتواجد سمك الصافي الجاوي في جزر سليمان وفانواتو شرقًا إلى الخليج العربي غربًا، وفي تايوان شمالًا إلى شمال أستراليا جنوبًا، وفي أستراليا تم تسجيل تواجده من داروين بالإقليم الشمالي إلى شمال تاونسفيل في كوينزلاند. كما يوجد سجل واحد من البحر الأبيض المتوسط، حيث تم اكتشاف عينة من هذا النوع في شواطئ سوريا عام 2009 ولكن لم يُعرف أصل هذه العينة. يمكن العثور على هذا السمك في أعماق تتراوح بين 1 متر (3 أقدام و3 بوصات) و25 مترًا (82 قدمًا) ضمن المياه الساحلية الضحلة والبحيرات قليلة الملوحة والشعاب المرجانية والصخرية.

## علم الأحياء

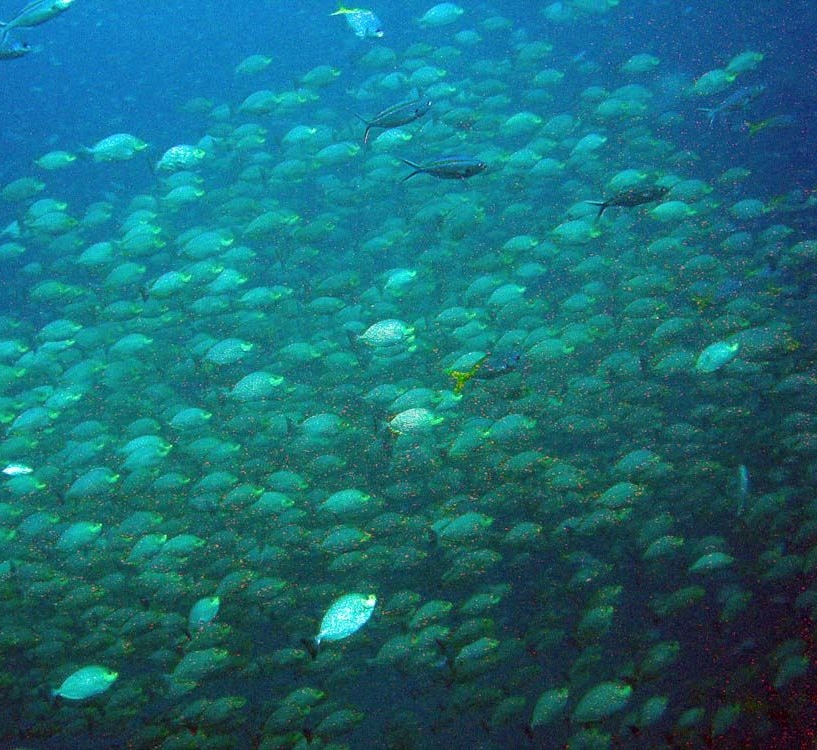
مجموعة كبيرة من أسماك الصافي الجاوية في شاطئ جزيرة كو فا نجان بتايلاند.

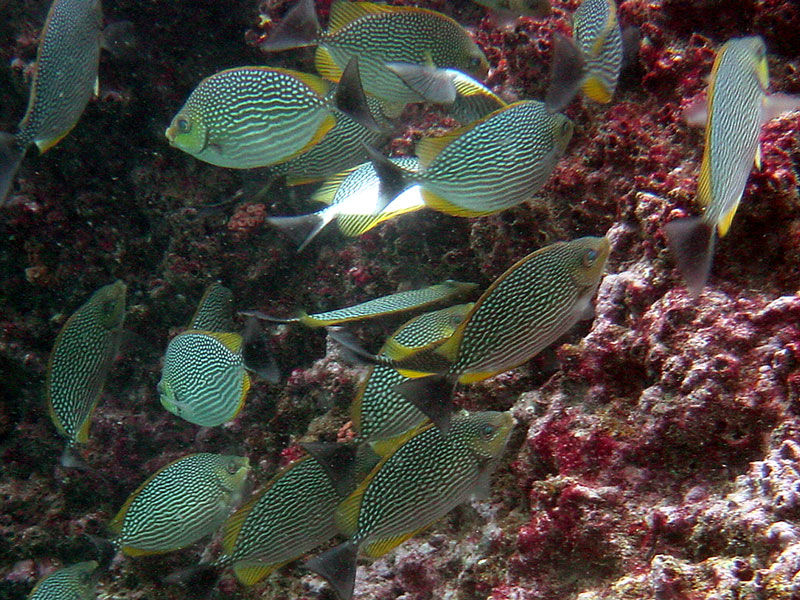
مجموعة من أسماك الصافي الجاوية تسبح وتتغذى ضمن شاطئ جزيرة كو فا نجان بتايلاند.

تعيش أسماك الصافي الجاوية ضمن مجموعات صغيرة تصل إلى 10 أفراد؛ حيث تتغذى على الطحالب القاعية وعلى قطع الطحالب العائمة في عمود الماء، وعندما لا تتغذى فإنها غالبًا تستريح في المياه الوسطى على أعماق تتراوح من 2 إلى 6 أمتار (6 أقدام و7 بوصات إلى 19 قدمًا و8 بوصات).

### السموم
يحتوي سمك الصافي الجاوي على ثغرات في أشواك الزعانف الظهرية والشرجية والحوضية؛ حيث تحوي هذه الثغرات على غدد سامة. تستخدم الأشواك في الدفاع عن النفس؛ لذا قد يكون الجرح الناجم عنها مؤلمًا نسبيًا للإنسان، ولكنه عادةً لا يكون خطيرًا. وفي دراسة لسم أنواع أخرى من الأسماك من نفس الجنس الصافي Siganus وجد أن سم أسماك الصافي كان مشابهًا لسم الأسماك الصخرية.

## الاستخدام

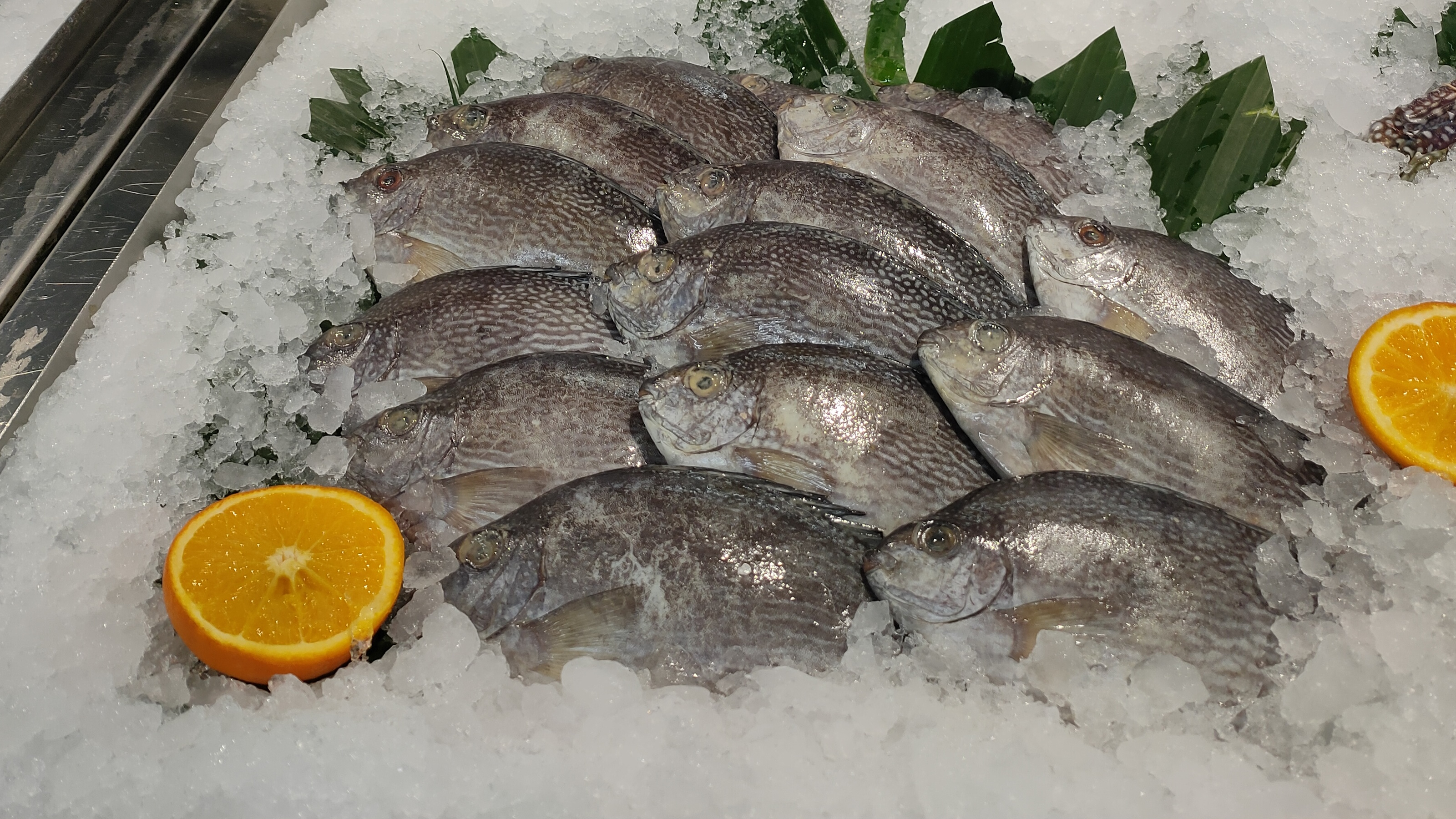
مجموعة من سمك الصافي الجاوي معروضة للبيع في أحد أسواق السمك بإندونيسيا.

يتم اصطياد سمك الصافي الجاوي باستخدام شباك السين والشباك الخيشومية والقراقير، وتباع الأسماك التي يتم إدراجها في السوق كأسماك طازجة. يستخدم هذا النوع في الاستزراع المائي جنبًا إلى جنب مع سمك الصافي المرقط بالأبيض في إيران.